# Aulis Kallakorpi
Aulis Arnold Kallakorpi (né le 1er janvier 1929 à Kuusankoski et mort le 15 mai 2005 à Mikkeli) est un sauteur à ski finlandais.

## Palmarès

### Jeux olympiques
| Épreuve / Édition | Cortina d'Ampezzo 1956 |
| Individuel        | Argent                 |